# Pachymetana
Pachymetana is een geslacht van vlinders van de familie spinners (Lasiocampidae), uit de onderfamilie Lasiocampinae.

## Soorten
- P. argenteoguttata (Aurivillius, 1909)
- P. baldasseronii Berio, 1937
- P. carnegiei (Tams, 1929)
- P. custodella Kiriakoff, 1965
- P. custodita (Strand, 1912)
- P. guttata (Aurivillius, 1915)
- P. horridula (Tams, 1925)
- P. joiceyi (Tams, 1925)
- P. lamborni (Aurivillius, 1915)
- P. neavei (Aurivillius, 1915)
- P. niveoplaga (Aurivillius, 1900)
- P. nyassana (Aurivillius, 1909)
- P. sanguicincta (Aurivillius, 1901)